# Dai-1 Teishin Shūdan
Il Dai-1 Teishin Shūdan (第1挺進集団?), letteralmente 1º Gruppo d'incursione in lingua giapponese, fu la principale unità di paracadutisti dell'Esercito imperiale giapponese durante la seconda guerra mondiale. Attivati nel dicembre 1941 sulla scorta dei successi ottenuti dai Fallschirmjäger tedeschi nelle prime fasi del conflitto, i reparti di paracadutisti dell'Esercito giapponese (inizialmente delle dimensioni di una brigata, portata poi alla fine del 1944 alla consistenza di una piccola divisione) erano truppe da incursione, addestrate a condurre raid dietro le linee nemiche per catturare obiettivi chiave.
I paracadutisti dell'Esercito giapponese condussero tre lanci operativi durante la guerra. Il primo si svolse tra il 15 e il 16 febbraio 1942 durante la campagna delle Indie orientali olandesi, quando gli incursori giapponesi furono inviati a catturare le raffinerie petrolifere di Palembang a Sumatra; altri due lanci operativi furono invece condotti nel dicembre 1944 durante la campagna delle Filippine: il primo fu un fallito tentativo di occupare e neutralizzare i campi di volo allestiti dagli statunitensi a Leyte, il secondo fu una missione di rinforzo per la guarnigione giapponese di Ormoc. Reparti sparsi di paracadutisti combatterono poi come fanteria durante la campagna delle Filippine a Leyte, Negros e Luzon contro le forze statunitensi.
Il reparto fu sciolto nel settembre 1945 dopo la resa del Giappone.

## Storia

### La fondazione

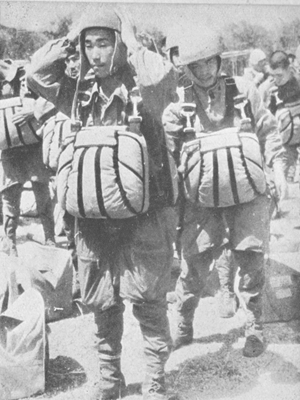
Paracadutisti giapponesi si preparano a un lancio

Come buona parte delle principali potenze militari del periodo interbellico anche l'Impero giapponese aveva dedicato scarsa attenzione per il concetto delle operazioni aviotrasportate e dell'impiego militare dei paracadutisti, e come la maggior parte degli osservatori militari anch'esso rimase favorevolmente colpito dalle operazioni paracadutate portate avanti dai reparti di Fallschirmjäger della Germania nazista nel 1940, durante le fasi iniziali della seconda guerra mondiale. Tra coloro che in Giappone rimasero più impressionati dall'impiego in battaglia dei paracadutisti fatto dai tedeschi vi fu il generale Hideki Tōjō, all'epoca ministro della guerra, che nel dicembre 1940 diede ordine di formare una scuola di paracadutismo militare presso la base aerea di Hamamatsu, primo passo per la fondazione di una forza aviotrasportata dell'Esercito imperiale.
Il primo nucleo radunato a Hamamatsu era composto da dieci ufficiali del Servizio aeronautico dell'Esercito imperiale, capitanati dal tenente colonnello Keigo Kawashima: nessuno di essi aveva una qualche esperienza di paracadutismo, ma il gruppo studiò ogni informazione attendibile recuperata e iniziò a mettere a punto un manuale di tecniche d'addestramento di base, oltre a condurre alcuni lanci sperimentali con dei manichini. A metà febbraio 1941 la prima classe di 250 volontari si riunì alla base aerea di Ichigaya vicino a Tokyo per iniziare il primo corso d'addestramento al paracadutismo militare giapponese; gli uomini di questa prima classe erano tutti sottufficiali, destinati a formare i quadri dell'unità e il personale di addestramento, ma già dalla seconda classe si iniziarono ad accettare volontari provenienti dai ranghi dei soldati semplici. Il primo lancio di uomini si ebbe il 20 febbraio 1941.
Un secondo centro d'addestramento venne aperto nel marzo 1941 a Tokorozawa, ma nel maggio seguente Tōjō diede disposizione perché la scuola di paracadutismo si spostasse a Baicheng, nello Stato fantoccio del Manciukuò assoggettato al Giappone: la località era stata scelta perché dava maggiori garanzie di segretezza per l'allestimento dell'unità, ma si dimostrò del pari troppo isolata e pessimamente collegata al resto delle strutture militari giapponesi, cosa che complicava l'afflusso degli equipaggiamenti. Nell'agosto 1941 la scuola di paracadutismo fu quindi riportata sul suolo giapponese e installata presso la base aerea di Nyutabaru vicino a Miyazaki, sede che sarebbe rimasta immutata per tutta la durata della guerra.

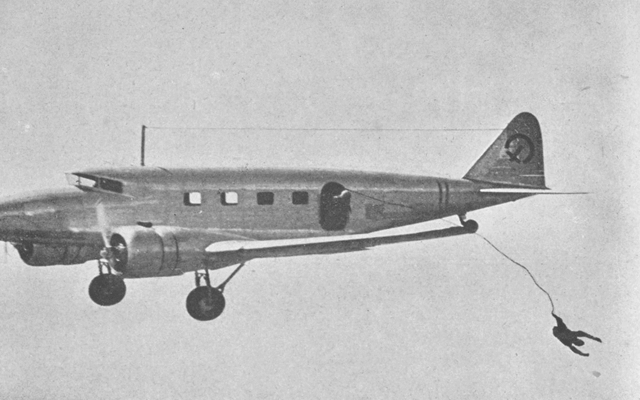
Un paracadutista giapponese si lancia da un Nakajima Ki-34, velivolo usato durante i lanci di addestramento

Dopo aver completato cinque classi d'addestramento, il 1º dicembre 1941 i primi 800 paracadutisti diplomati furono riuniti nella prima formazione organica, il 1º Reggimento d'incursione (Dai-1 Teishin Rentai). Qualche giorno più tardi, al comando del colonnello Kawashima, venne quindi attivato il quartier generale della 1ª Brigata d'incursione (Dai-1 Teishin Dan), con un organico strutturato su due reggimenti di paracadutisti e un reggimento di aerei da trasporto; l'organico della brigata fu quindi completato nel gennaio 1942 con l'attivazione del 2º Reggimento d'incursione (Dai-2 Teishin Rentai). A differenza dei reggimenti di fanteria standard dell'Esercito imperiale giapponese, forti di 3 800 effettivi suddivisi fra tre battaglioni, i "reggimenti d'incursione" erano unità più piccole, in pratica un battaglione di circa 700 effettivi armati alla leggera; ogni reggimento aveva un'unità quartier generale, una compagnia del genio su tre plotoni equipaggiati con lanciafiamme e cariche da demolizione, e tre compagnie di fucilieri ciascuna su tre plotoni di fanteria, un plotone mitragliatrici pesanti e una sezione anticarro (con un fucile anticarro Type 97, un cannone anticarro Type 1 da 37 mm oppure un cannone da fanteria Type 11). Il Reggimento aereo d'incursione (Teishin Hikosentai) controllava i velivoli da trasporto della brigata, ed era suddiviso il quattro compagnie da trasporto ciascuna su dodici aerei Tachikawa Ki-54 o Mitsubishi Ki-57.

### Primi impieghi

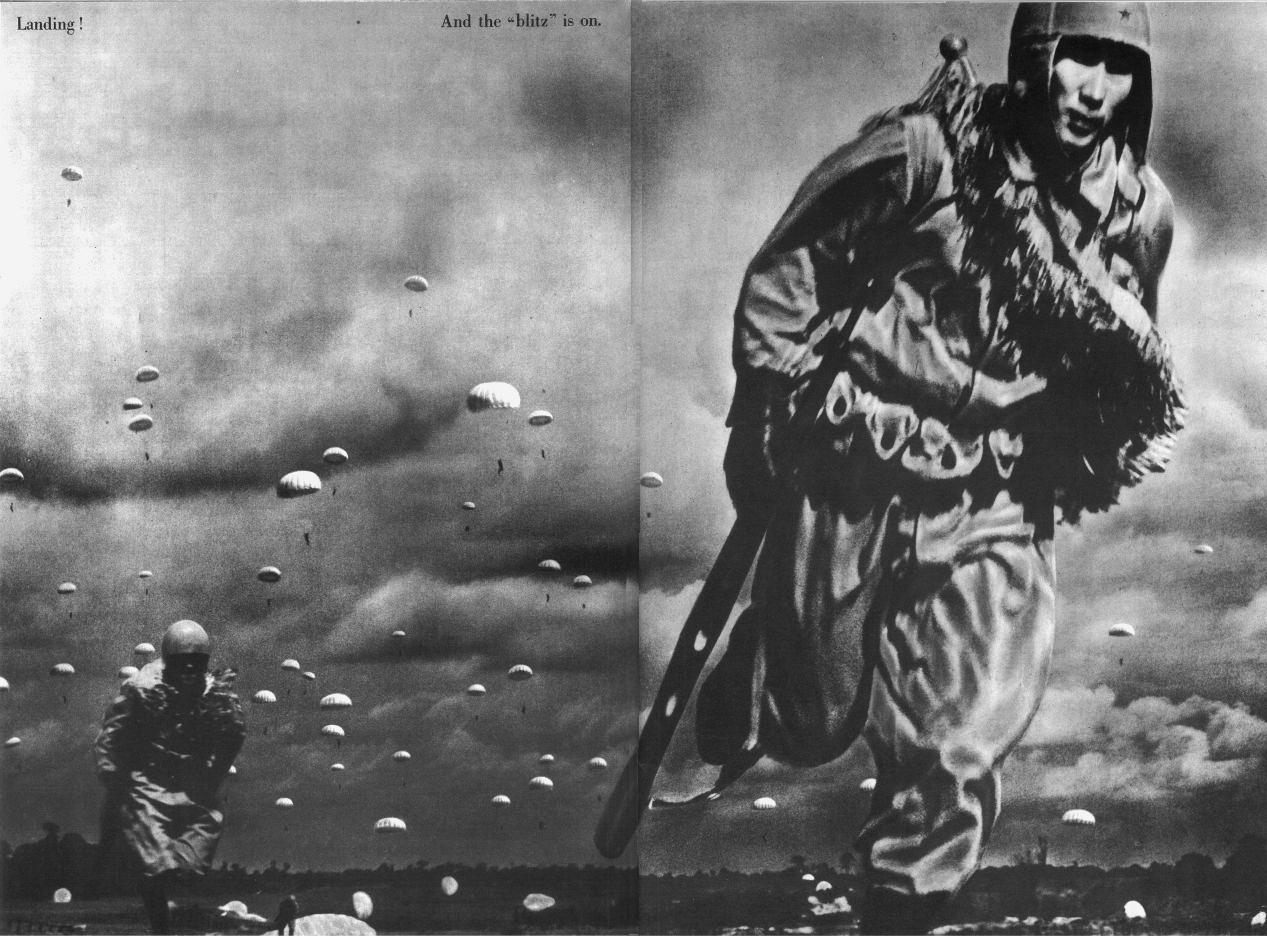
Paracadutisti giapponesi scendono su Palembang nel febbraio 1942

Nel settembre 1940, nel quadro dei progetti bellici giapponesi per l'occupazione delle colonie europee del Sud-est asiatico, gli strateghi nipponici avevano iniziato a pianificare l'occupazione delle due raffinerie petrolifere di Palembang a Sumatra, parte delle Indie orientali olandesi; le raffinerie, un obiettivo di importanza strategica, dovevano essere prese intatte, ma si trovavano a 80 chilometri dalla costa il che rendeva difficile catturarle con un'operazione anfibia. Nell'agosto 1941 fu quindi stilato un piano per catturare le installazioni con un lancio di paracadutisti; il 28 ottobre una dimostrazione dell'operazione fu condotta a Takanabe con esiti positivi, e il 1º dicembre la 1ª Brigata d'incursione si vide assegnare la missione, designata come "operazione L". Il 19 dicembre il 1º Reggimento lasciò il Giappone a bordo della nave da trasporto Meiko Maru, ma il 3 gennaio 1942 la nave prese fuoco e affondò mentre si trovava al largo di Hainan: gli uomini del reggimento furono tratti in salvo, ma tutto il loro equipaggiamento andò perduto.
Benché non ancora completamente organizzato, il 2º Reggimento si vide quindi assegnare l'operazione e, lasciato il Giappone il 15 gennaio, raggiunse la base avanzata di Phnom Penh il 2 febbraio; l'11 febbraio l'unità fu ricollocata preso i campi di volo di Kluang e Kahang nel sud della Malesia, da dove si preparò per il lancio su Palembang. L'operazione ebbe inizio alle 08:30 del 14 febbraio, quando 34 aerei da trasporto carichi di paracadutisti decollarono dai campi di volo malesi scortati da contingenti di aerei da caccia e bombardieri; con 150 velivoli impiegati in totale, l'operazione L si rivelò la più imponente operazione aviotrasportata organizzata dal Giappone.

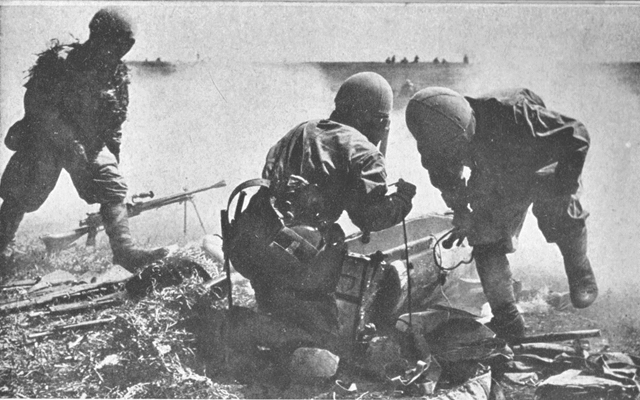
Durante gli scontri a Palembang, un gruppo di paracadutisti giapponesi si riunisce davanti a un contenitore contenente le loro armi

Gli aerei da trasporto arrivarono in vista dei loro obiettivi alle 11:20, e nonostante un forte fuoco contraereo da terra completarono con successo i lanci nel giro di dieci minuti: 240 paracadutisti atterrarono a sud-est e ovest dell'aeroporto di Pangkalanbenteng, 13 chilometri a nord di Palembang, e nonostante una certa dispersione dei lanci e la perdita di buona parte dell'equipaggiamento, paracadutato separatamente dagli uomini, riuscirono a conquistare il campo di volo entro le 18:20 dopo duri scontri con i difensori. Altri 100 paracadutisti si lanciarono nelle vicinanze delle raffinerie, a sud-est dell'abitato di Palembang: dopo duri scontri uno degli impianti fu conquistato quasi intatto, anche se i difensori olandesi riuscirono a far detonare delle cariche che demolirono l'80% della seconda raffineria. Rinforzato da un secondo lancio di 90 paracadutisti, la mattina del 15 febbraio il contingente sceso sull'aeroporto si mise in marcia verso Palembang, occupando entro sera la città e ricongiungendosi ai commilitoni alle raffinerie. Il 20 febbraio i reparti arrivati via mare rilevarono i paracadutisti nel controllo della città.
La 1ª Brigata d'incursione fu riunita nuovamente a Phnom Penh, da dove si trasferì a Rangoon l'8 aprile 1942 per prendere parte alle operazioni della campagna della Birmania. Il 29 aprile 70 aerei da trasporto decollarono da Toungoo con a bordo il 1º Reggimento d'incursione, mandato a lanciarsi su Lashio 500 chilometri più a nord al fine di occupare la città e tagliare così la via di ritirata alle truppe cinesi in ripiegamento dalla Birmania; un rapido peggioramento delle condizioni meteo portò però alla cancellazione della missione, e i paracadutisti ritornarono alla base. La brigata rimase inoperosa in Birmania fino al luglio 1942, quando fu riportata in Giappone; furono stilati alcuni piani per un suo utilizzo nella campagna delle isole Aleutine e nella campagna della Nuova Guinea, ma alla fine del 1942 la strategia del Giappone divenne strettamente difensiva e ogni impiego dei reparti d'assalto fu temporaneamente accantonato.

### La trasformazione in divisione
Il buon comportamento dei reparti aviotrasportati durante la campagna delle Indie olandesi spinse tuttavia non solo per mantenere l'unità ma anche per espanderla nell'organico. A partire dall'agosto 1944 iniziarono a essere organizzati dei nuovi reggimenti di paracadutisti, nonché delle nuove unità aeromobili montate su alianti; il 6 novembre 1944 fu ufficialmente attivata la 2ª Brigata d'incursione, mentre il 21 novembre seguente le unità esistenti furono riunite nel 1º Gruppo d'incursione (Dai-1 Teishin Shūdan). Al comando del maggior generale Rikichi Tsukada, l'unità era una specie di divisione di circa 12 000 uomini, anche se rispetto a una vera e propria divisione di fanteria giapponese era più piccola (sei battaglioni di fucilieri invece di nove), mancava di artiglieria pesante e disponeva di servizi logistici e unità d'appoggio ridotti al minimo.
Il nucleo della divisione era rappresentato dalle due brigate d'incursione, la prima con il 1º e il 2º Reggimento d'incursione e la 2ª con i nuovi 3º e 4º Reggimento d'incursione e il 1º e 2º Reggimento fanteria su alianti (Kakku Hohei Rentai). Ogni reggimento d'incursione aveva un quartier generale, tre compagnie di paracadutisti, una compagnia del genio e una compagnia armi pesanti (con un plotone di quattro cannoni anticarro Type 1, un plotone di quattro cannoni da fanteria Type 92 e un plotone mitraglieri con due mitragliatrici pesanti); i reggimenti di fanteria su alianti avevano un'unità quartier generale, tre compagnie di fucilieri, una compagnia di genieri, una compagnia anticarro con quattro cannoni Type 1 da 47 mm e una compagnia di quattro cannoni da montagna Type 94. Le unità da trasporto, riunite nella 1ª Brigata aerea d'incursione, comprendevano due reggimenti di aerei da trasporto con velivoli Mitsubishi Ki-57, Kawasaki Ki-56 o Showa L2D e un reggimento di alianti; il Giappone produsse diversi esempi di alianti per impieghi militari, anche se il modello standard divenne il Kokusai Ku-8.
Le unità di supporto della divisione comprendevano la 1ª Unità genieri d'incursione (Dai-1 Teishin Koohei Tai) con due compagnie genieri e un plotone di camion da trasporto imbarcati su alianti, la 1ª Unità trasmissioni d'incursione (Dai-1 Teishin Tsushin Tai) con una compagnia trasmissioni e una compagnia radio, la 1ª Unità cannoni automatici d'incursione (Dai-1 Teishin Kikanho Tai) con sei pezzi antiaerei da 20 mm Type 98, la 1ª Unità manutenzione d'incursione (Dai-1 Teishin Seibi Tai) con una compagnia di manutenzione per gli aerei e una per i veicoli terrestri, e la 1ª Unità carri d'incursione (Dai-1 Teishin Sensha Tai); quest'ultima era una formazione meccanizzata trasportata su alianti, con una compagnia di dodici carri leggeri Type 2 Ke-To, una compagnia di fanteria montata su camion leggeri e una compagnia anticarro con dodici tankette Type 94 TK che trainavano quattro cannoni Type 1 da 47 mm e otto rimorchi con le munizioni.

### La 2ª Brigata nelle Filippine

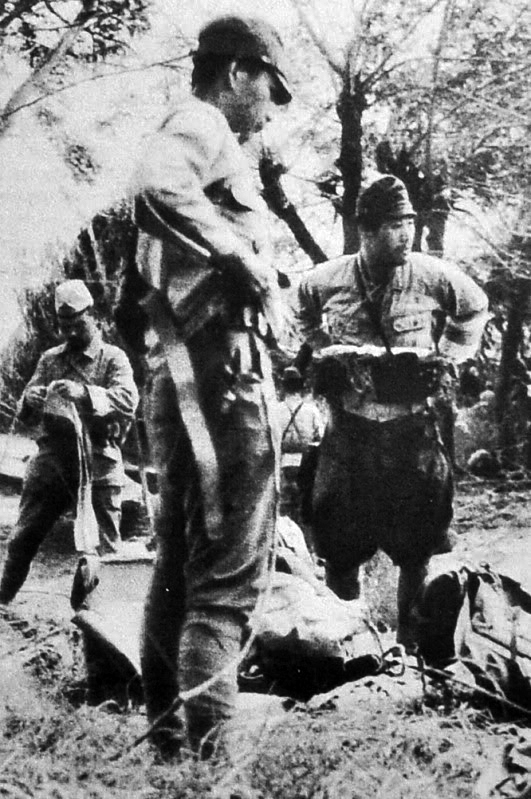
Il maggiore Tsuneharu Shirai (al centro) e il suo assistente capitano Kohno a Clark Field durante gli ultimi preparativi prima dell'avvio dell'operazione Te

Il 20 ottobre 1944 forze statunitensi sbarcarono a Leyte, dando il via alla campagna di riconquista dell'arcipelago delle Filippine occupato dai giapponesi; il possesso dell'arcipelago era vitale per i collegamenti commerciali del Giappone, e i reparti paracadutisti furono mobilitati per contribuire a respingere l'invasione. Il 30 ottobre il 3º Reggimento d'incursione lasciò il Giappone a bordo della portaerei Junyo e, svicolando tra gli agguati dei sommergibili statunitensi raggiunse l'isola di Luzon l'11 novembre; quello stesso giorno il quartier generale della 2ª Brigata raggiunse Manila per via aerea, mentre il 4º Reggimento d'incursione sbarcò a San Fernando dal mare il 30 novembre. La brigata si riunì quindi presso la base aerea di Clark Field a nord di Manila.
La brigata ricevette la missione di neutralizzare i campi di volo allestiti dagli statunitensi su Leyte: divisi in cinque gruppi, i paracadutisti dei due reggimenti si sarebbero lanciati sui tre campi di volo attorno a Burauen oltre che sugli aeroporti di Dulag e Tacloban (operazione Te), mentre in contemporanea la 26ª Divisione di fanteria giapponese avrebbe sferrato un'offensiva in direzione di Burauen attraverso le montagne a est di Ormoc (operazione Wa); visto che non vi erano aerei da trasporto sufficienti per tutti gli uomini, parte dei paracadutisti fu imbarcata su dei bombardieri Nakajima Ki-49 che avrebbero compiuto atterraggi d'emergenza direttamente sulle piste di volo.
La forza di 486 paracadutisti decollò da Clark Field alle 15:40 del 6 dicembre imbarcata su 35 aerei da trasporto e quattro bombardieri, subito fatti oggetto di un pesante fuoco antiaereo una volta arrivati nei cieli di Leyte: tutti i velivoli diretti a Dulag e Tacloban furono abbattuti prima di poter lanciare il loro carico, e quelli diretti su Burauen subirono forti perdite; una seconda ondata era prevista per il giorno successivo, ma fu cancellata a causa delle pessime condizioni meteo. La zona di Burauen era difesa da unità di retrovia dell'11th Airborne Division statunitense, impegnata al fronte sulle montagne a ovest della città: circa 300 paracadutisti giapponesi riuscirono a toccare terra, distruggendo depositi di carburante e munizioni, facendo saltare alcuni aerei parcheggiati a terra e stabilendo postazioni trincerate al limitare delle piste. Il lancio dei paracadutisti non impressionò più di tanto gli aviotrasportati statunitensi dell'11th Division, e il 7 dicembre varie sottounità della divisione sferrarono un contrattacco che ristabilì la situazione; scontri sparsi proseguirono poi fino all'11 dicembre, quando i paracadutisti giapponesi superstiti filtrarono attraverso le linee ricongiungendosi alla 26ª Divisione di fanteria sulle montagne.

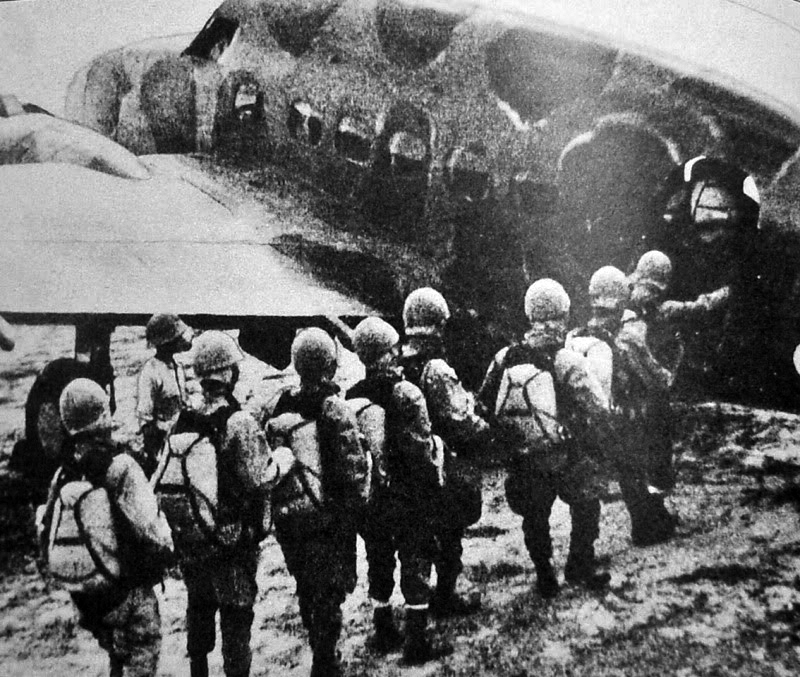
Paracadutisti giapponesi salgono su un Kawasaki Ki-56 a Clark Field

Nel frattempo, 480 membri del 4º Reggimento non impegnati nell'operazione Te furono mobilitati per rinforzare la guarnigione giapponese di Ormoc, minacciata da uno sbarco statunitense avvenuto il 7 dicembre; tra l'8 e il 14 dicembre gruppi di paracadutisti provenienti da Clark Field furono lanciati sulla base aerea giapponese di Valencia, 15 chilometri a nord di Ormoc, andando poi a rinforzare le unità di fanteria che combattevano nelle vicinanze. Entro il 16 dicembre la resistenza giapponese attorno a Valencia era stata sbaragliata, e i circa 100 paracadutisti superstiti si ritirarono sulle montagne attorno a Canquipot. I superstiti delle due operazioni aviotrasportate continuarono per mesi a combattere a Leyte frazionati in piccoli gruppi aggregati a questa o quest'altra unità nipponica, affrontando gli statunitensi e i guerriglieri della Resistenza filippina nonché le malattie e la mancanza di cibo; alcuni paracadutisti riuscirono a fuggire via mare a Cebu, ma solo diciassette uomini riuscirono a sopravvivere fino alla fine della guerra.
Tra il 17 e il 18 dicembre un gruppo di sessanta paracadutisti della 2ª Brigata (provenienti principalmente dalla compagnia armi pesanti del 3º Reggimento) fu portato per via aerea da Clark Field a Bacolod, per rinforzare la locale guarnigione in previsione di un imminente sbarco statunitense sull'isola di Negros. Per tre mesi i paracadutisti dovettero affrontare solo i guerriglieri filippini, finché il 29 marzo 1945 la 40th Infantry Division statunitense sbarcò nelle vicinanze della città: asserragliati sulle montagne, i paracadutisti condussero una difesa vigorosa e Bacolod non capitolò fino al 2 giugno; un gruppo di trenta paracadutisti continuò a nascondersi sulle montagne di Negros fino alla conclusione della guerra. Nel frattempo, il 9 gennaio 1945 gli statunitensi sbarcarono a Luzon, dove rimanevano circa 400 uomini della 2ª Brigata d'incursione: i paracadutisti combatterono aggregati alla 10ª Divisione di fanteria nella zona di Balete, e quando la difesa nipponica collassò alla fine di marzo si ritirarono a est sulle montagne della catena di Mamparang; qui, gli ultimi ottanta superstiti continuarono a resistere fino alla conclusione delle ostilità in settembre.

### Le ultime missioni

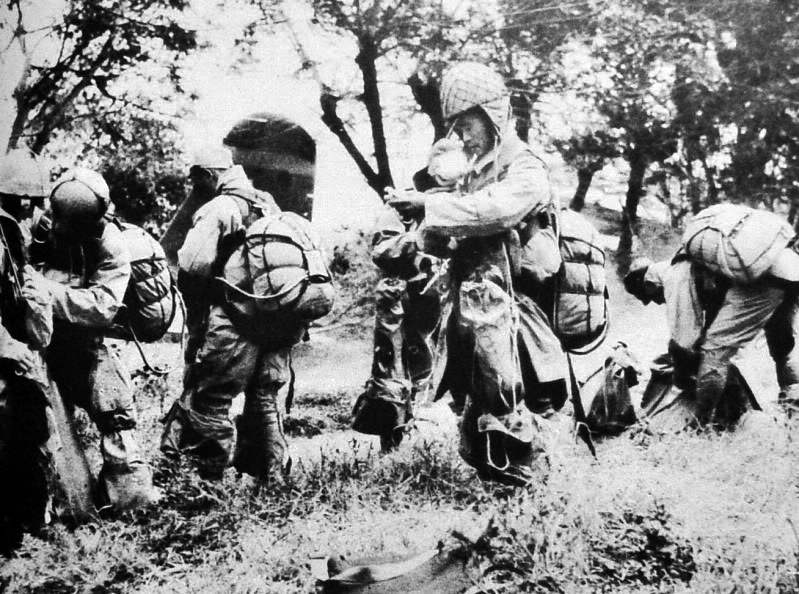
Paracadutisti della 2ª Brigata a Clark Field

Mentre la 2ª Brigata era impegnata nelle Filippine, il generale Tsukada aveva chiesto con insistenza all'alto comando giapponese che anche il resto del Dai-1 Teishin Shūdan fosse impegnato nella difesa dell'arcipelago, ottenendo però che solo alcune sue componenti fossero impiegate a ciò. Il 17 dicembre 1944 il 1º Reggimento fanteria su alianti e la 1ª Unità trasmissioni d'incursione lasciarono il Giappone alla volta di Luzon a bordo della portaerei Unryu; il 19 dicembre la portaerei fu silurata dal sommergibile statunitense USS Redfish nel Mar Cinese Orientale, e circa 1 000 paracadutisti perirono nell'affondamento della nave. Un secondo scaglione, con 750 uomini del 2º Reggimento fanteria su alianti oltre alla 1ª Unità genieri d'incursione e alla 1ª Unità cannoni automatici d'incursione, salpò invece dal Giappone il 21 dicembre e arrivò felicemente a San Fernando a Luzon il 29 dicembre: la fanteria su alianti fu spostata a Clark Field, mentre le altre due unità rimasero a San Fernando e combatterono poi contro le forze statunitensi a Baguio aggregate ad altre unità giapponesi.
L'8 gennaio 1945 il generale Tsukada e un piccolo stato maggiore arrivarono via aereo a Clark Field, trovando un completo caos e 30 000 militari dell'Esercito e della Marina nipponica senza alcuna guida; il generale assunse così il comando di tutte le unità disponibili nella base, tra cui il contingente del 2º Reggimento fanteria su alianti. Il 23 gennaio le forze di Tsukada, schierate in posizioni difensive lungo la catena dei Monti Caraballo, si scontrarono con i reparti del XIV Corps statunitense, sbarcati nel Golfo di Lingayen e diretti a Manila; il 2º Reggimento fanteria su alianti combatté duramente prima di essere costretto, il 10 febbraio, a ritirarsi verso la zona selvaggia del vulcano Pinatubo abbandonando Clark Field nelle mani degli statunitensi. I giapponesi continuarono a nascondersi sulle pendici del vulcano fino alla conclusione della guerra nel settembre 1945; solo un centinaio di membri del reggimento sopravvisse fino alla resa.
Il resto del Dai-1 Teishin Shūdan rimase parte delle riserve strategiche del Giappone, trattenute in patria per fronteggiare quella invasione anfibia degli statunitensi che era considerata come imminente. Volontari tratti dal reparto costituirono nel dicembre 1944 un'unità speciale di sabotatori suicidi aviotrasportati (Giretsu Kuteitai), con lo scopo di attaccare le basi aeree da cui decollavano i bombardieri statunitensi diretti sulle città del Giappone; il 24 maggio 1945 l'unità fu impegnata nella sua unica missione, un raid parzialmente riuscito sulle basi statunitensi di Yomitan e Kadena sull'isola di Okinawa. Un'altra incursione su più ampia scala contro le basi aeree statunitensi nelle isole Marianne, con l'impiego di 300 paracadutisti trasportati da bombardieri a lungo raggio che avrebbero compiuto atterraggi di fortuna direttamente sulle piste, venne prevista per il 24 luglio 1945, ma fu rimandata al 19 agosto dopo che i bombardieri selezionati erano stati distrutti in un'incursione di velivoli statunitensi; la resa del Giappone il 15 agosto impedì che la missione venisse tentata. Ciò che rimaneva del Dai-1 Teishin Shūdan fu quindi sciolto con la conclusione del conflitto.

## Equipaggiamento

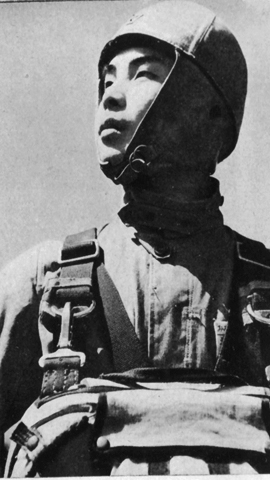
Un paracadutista giapponese dotato di elmetto da lancio

I paracadutisti del Dai-1 Teishin Shūdan portavano la stessa uniforme color cachi della fanteria giapponese, in cotone o lana, completa di stivaletti e fasce mollettiere a protezione delle caviglie; durante i lanci, per impedire che l'equipaggiamento si impigliasse nelle funi del paracadute e per fornire una qualche protezione dall'impatto con il terreno, era portata sopra l'uniforme una tenuta monopezzo in tela a maniche lunghe color verde oliva, con pantaloni lunghi fino al ginocchio e apertura frontale con bottoni a pressione per una rimozione veloce. Cinturoni e giberne erano quelli standard dell'Esercito. Durante le prime fasi dell'addestramento veniva di solito portata una tuta di volo da aviatori o una tenuta monopezzo marrone chiaro; sempre durante l'addestramento veniva portato un apposito elmetto da lancio in gomma ricoperta di tela, con ampi guanciali e un sottogola in tela; in combattimento si portava un elmetto simile, ma in acciaio rivestito di tela.
I primi esperimenti di lancio vennero condotti con paracadute dorsali Type 92 con cupola dal diametro di 7,3 metri, la dotazione d'emergenza fornita agli equipaggi degli aerei dell'Aviazione dell'esercito; esso fu però giudicato troppo piccolo per reggere un paracadutista completamente equipaggiato, oltre che poco sicuro visto che l'apertura doveva essere azionata dal paracadutista stesso tirando un cavo. Nel 1941 venne quindi prodotto un apposito paracadute per truppe aviotrasportate, il Type 1: dotato di una calotta ampia 8,5 metri e divisa in 24 pannelli, il paracadute dorsale si apriva automaticamente dopo il lancio tramite una fune di 5,2 metri assicurata all'aereo. Nel 1943 venne prodotta una versione migliorata, la Type 4 (o Type 3 secondo alcune fonti), dotata di pannelli bombati per ridurre l'oscillazione e un diverso sistema di dispiegamento che riduceva il contraccolpo dell'apertura. Durante i lanci d'addestramento veniva anche portato un paracadute di riserva, più piccolo e ad azionamento manuale, agganciato sul petto all'imbracatura del paracadute dorsale.

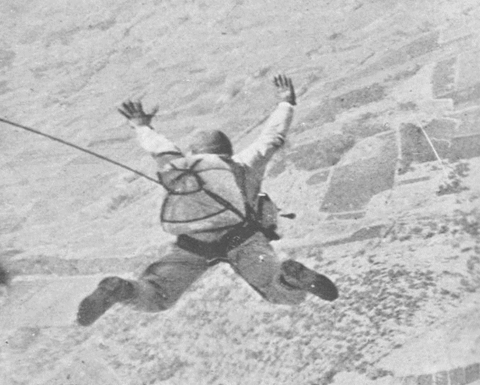
Un paracadutista giapponese fotografato al momento del lancio; il paracadute è un Type 1

Le armi in dotazione ai paracadutisti erano inizialmente le stesse della fanteria: venivano portati fucili a otturatore girevole-scorrevole Type 38 in versione carabina o il Type 99 a canna corta, mitragliatrici leggere Type 96 e pesanti Type 92, e lanciagranate Type 89; i reparti genieri avevano lanciafiamme Type 100. I giapponesi adottarono inizialmente lo stesso sistema dei tedeschi di lanciare separatamente uomini ed equipaggiamento (armi individuali e collettive, oltre a munizioni, viveri e dotazioni mediche), con quest'ultimo alloggiato in contenitori di alluminio e legno muniti di paracadute; gli uomini si lanciavano quindi solo con armi indossabili sotto la tenuta da lancio: una pistola Type 14 o Type 94, una baionetta Type 30 e un paio di bombe a mano.
La sconvenienza tattica di lanciare separatamente uomini e armamenti, con il rischio che i soldati rimanessero disarmati in caso di impossibilità di recuperare i contenitori, portò a ideare armi apposite per i paracadutisti, smontabili e alloggiabili in borse agganciate sul petto al posto del paracadute di riserva, o divise in due borse separate agganciate alle gambe. Dopo alcuni modelli non riusciti, nel 1943 fu quindi adottato il Type 2, un fucile Type 99 dotato di canna smontabile. La mitragliatrice Type 96, già dotata di una canna smontabile, fu modificata con un calcio svitabile e un'impugnatura a pistola ripiegabile, mentre il lanciagranate Type 89 fu dotato di una piastra di base smontabile. I paracadutisti furono tra i primi reparti a ricevere, alla fine del 1942, il Type 100, l'unico mitra prodotto dall'Impero giapponese, in una versione apposita per truppe paracadutate dotata di calcio ripiegabile a perno; vi erano più o meno 100 mitra per ogni reggimento.